# Periférico de entrada
Los dispositivos periféricos de entrada son todos aquellos dispositivos que permiten introducir datos o información en una computadora para que ésta los procese u ordene. 
A pesar de que el término “periférico” implica a menudo el concepto de “adicional pero no esencial”, muchos periféricos son elementos fundamentales para un sistema informático. Sin embargo, al ser las fuentes primordiales de entrada, se pueden considerar como extensiones en un sistema.
Un dispositivo de entrada es cualquier periférico  del equipamiento de la computadora, utilizado para proporcionar datos y señales de control a un sistema de procesamiento de la información. Los periféricos de entrada y salida componen la interfaz del hardware, por ejemplo entre un escáner o controlador seis grados de libertad (6DOF).
Ejemplos: teclado, ratón óptico, escáner, micrófono, palanca de mando, gamepad o controlador de videojuego, que están conectados a la computadora y son controlados por el microprocesador.
Muchos periféricos de entrada se pueden clasificar de acuerdo a:
- La modalidad de entrada por ejemplo:

- el movimiento mecánico,
- sonoro,
- visual, etcétera.

- Si la entrada es:
  - discreta (por ejemplo, pulsaciones de teclas), o,
  - continua (por ejemplo, una posición, aunque digitalizados en una cantidad discreta, es lo suficientemente rápido como para ser considerado continuo).
- El grado de libertad que se trate (por ejemplo, los ratones tradicionales en dos dimensiones, o los navegantes tridimensionales para aplicaciones CAD/CAM).

### Dispositivo de señalamiento
Los dispositivos de señalamiento o dispositivos apuntadores, son dispositivos de entrada usados para especificar una posición en el espacio, se pueden clasificar de acuerdo a: 
- Si la salida es:
  - directa, el espacio de entrada coincide con el espacio de exhibición, es decir, señalando que se hace en el espacio donde la retroalimentación visual o el cursor aparece. Las pantallas táctiles y los lápices ópticos cuentan con la aportación directa;
  - indirecta, ejemplos de participación indirecta de entrada incluyen el ratón y el trackball.
- Si la información de posición es:
  - absoluta (por ejemplo, en una pantalla táctil) o,
  - relativa (por ejemplo, con un ratón que se puede levantar y reposicionar).

La salida directa es casi necesariamente “absoluta”, pero la salida indirecta puede ser “absoluta” o “relativa”. Por ejemplo, la digitalización de tabletas gráficas que no tienen una pantalla incrustada, cuentan con la aportación ‘indirecta’ y el sentido posiciones ‘absolutas’, y con frecuencia se ejecuta en un modo de “entrada absoluta”, pero también pueden ser configurados para simular un modo de “entrada relativa” cuando el lápiz o disco puede ser levantado y colocado de nuevo.

## Teclados
Un teclado es un dispositivo de interfaz humana, que se representa como una disposición de botones o teclas. Cada botón o tecla, se puede utilizar para ingresar a una computadora, cualquier carácter lingüístico o hacer un llamamiento a una función particular de la computadora.
Los teclados tradicionales que se basan en utilizar botones pulsadores, aunque variaciones más recientes son las teclas virtuales, o incluso los teclados de proyección.
Ejemplos de tipos de teclados de computadora:
- Teclado AZERTY
- Teclado Braille
- Teclado Colemak
- Teclado Dvorak
- Teclado HCESAR
- Teclado QWERTY
- Teclado QWERTZ
- Teclado tipo chicle

## Dispositivos apuntadores

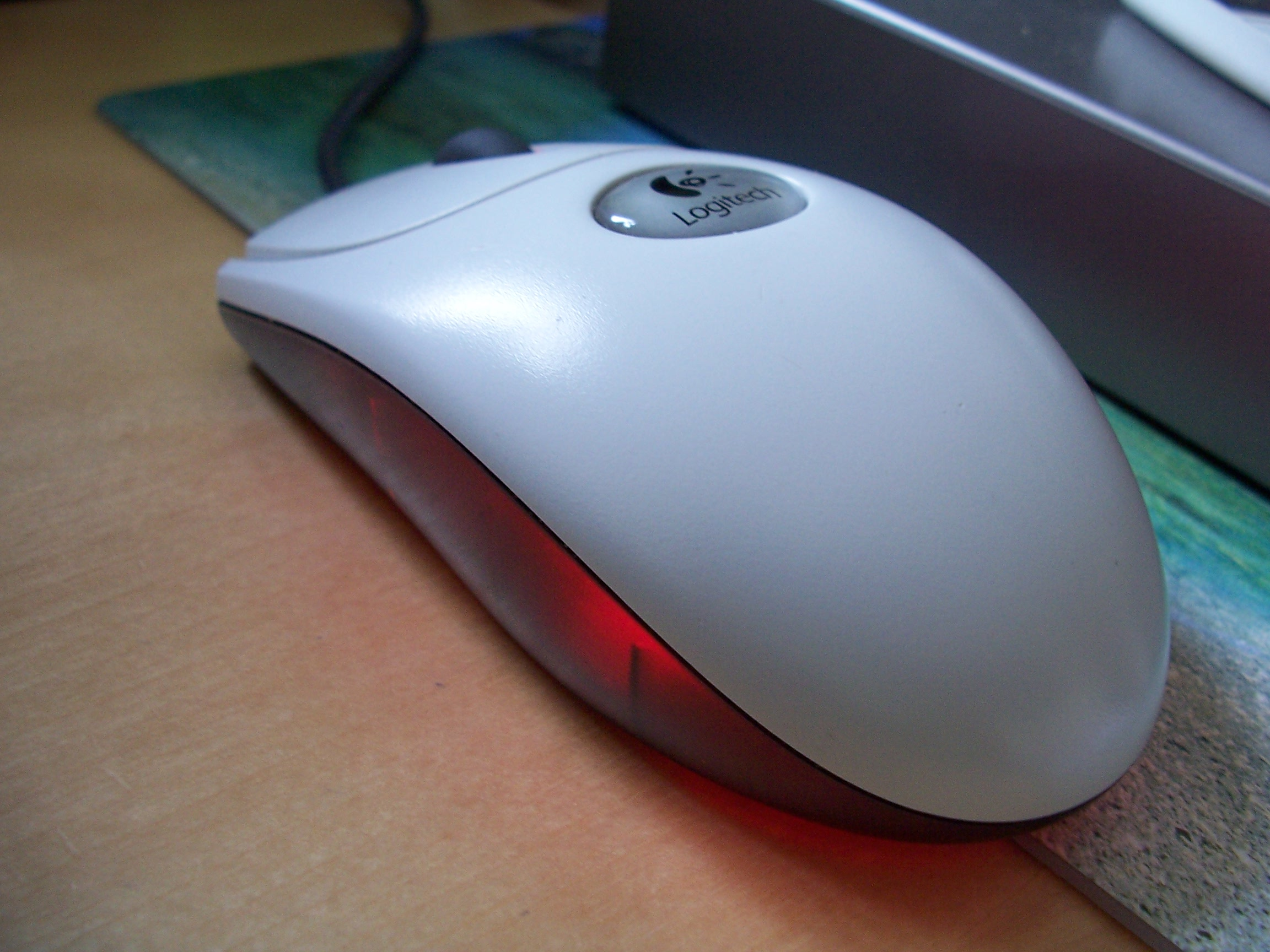
Ratón óptico de una computadora.

Un dispositivo de apuntado tipo , dispositivo de señalamiento/señalización o dispositivo apuntador, es un dispositivo de interfaz humana que permite al usuario introducir datos espaciales a una computadora.
En el caso de los mouses y las pantallas táctiles, esto usualmente se logra mediante la detección de movimiento a través de una superficie física.
Los dispositivos analógicos, tales como los joysticks o ratones 3D, la función de presentación de informes por su ángulo de desviación. Los movimientos del dispositivo apuntador hace "eco" o repite en la pantalla los movimientos del cursor, creando una forma sencilla e intuitiva para navegar en la interfaz gráfica de usuario (GUI) de una computadora.
Ejemplos:
- Ratón (informática)
- Lápiz óptico
- Touchpad
- Trackball
- Palanca de mando o joystick

## Alto grado de libertad de dispositivos de entrada
Algunos dispositivos permiten muchos grados continuos de libertad como entrada. Estos se pueden utilizar como dispositivos señaladores, pero generalmente se utilizan en formas que no impliquen apuntación a una ubicación en el espacio, tales como el control de un ángulo de la cámara en aplicaciones 3D.
Generalmente, este tipo de dispositivos se utilizan en “entornos de realidad virtual inmersiva asistidos por computadora” (Computer Assisted Virtual Environment, CAVE) o “entorno virtual automático”, donde se requiere entradas y registros de 6DOF.

## Dispositivos compuestos

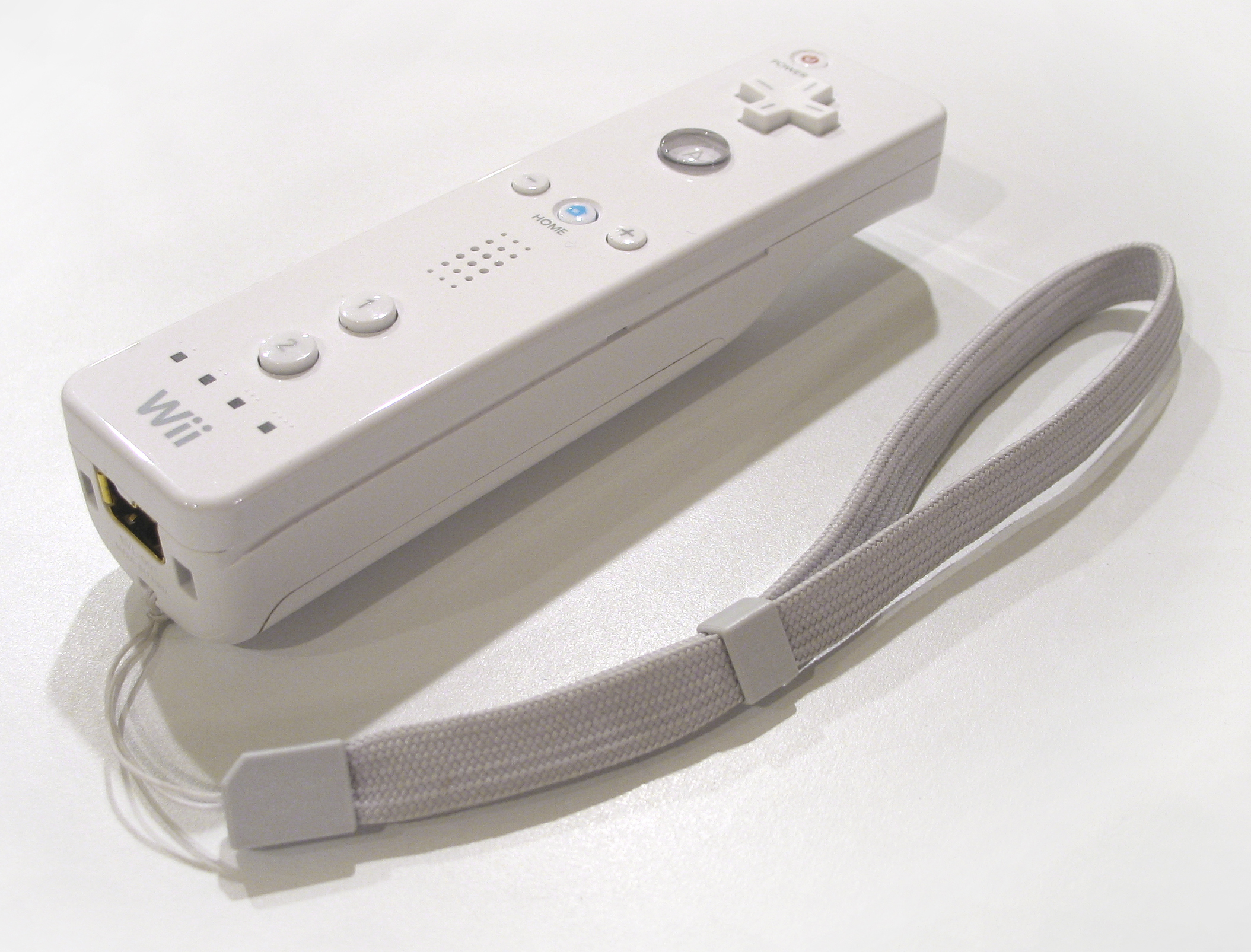
Wii Remote con correa adjunta.

Los dispositivos de entrada (tales como botones o pulsadores, y palancas de mando) se pueden combinar en un único dispositivo físico que podría ser pensado como un dispositivo compuesto.
Muchos dispositivos para videojuegos tienen controladores de esta manera.
Técnicamente los mouses son dispositivos compuestos (por el movimiento para posicionar el cursor y pulsar algún botón para hacer clic), aunque generalmente, los dispositivos compuestos se consideran que tienen más de dos formas de entrada diferentes.
Ejemplos:
- Controlador de videojuego
- Gamepad
- Paddle (para videojuego)
- Volante (videojuegos)
- Wii Remote

## Dispositivos de entrada de sonido o grabadores
Los dispositivos de sonido (o audio) se utilizan para capturar sonidos. En algunos casos, un dispositivo de salida de audio se puede utilizar como dispositivo de entrada, con el fin de capturar el sonido producido.
Ejemplos de dispositivos de entrada de sonido:
- Micrófono
- MIDI (Musical Instrument Digital Interface, interfaz digital de instrumentos musicales)

## Periféricos de entrada de imágenes y videos (videocámaras o cámaras fotográficas)
Los dispositivos de entrada de vídeo (videocámaras, videograbadoras o cámaras de videos y fotos o fotocámaras) se utilizan para digitalizar imágenes o videos desde el mundo exterior a la computadora. La información puede almacenarse en una multitud de formatos.
Ejemplos:
- Cámaras digitales
- Escáner 3D
- Lector de código de barras
- Sensor de huella digital
- Telémetro o telémetro láser
- Webcam
- Imágenes médicas:
  - Ecógrafo
  - Mamógrafo
  - Resonador magnético
  - Tomógrafo o tomógrafo por emisión de positrones